# Wojciech Chlebda
Wojciech Michał Chlebda (ur. 18 stycznia 1950 w Głuchołazach, zm. 1 października 2022 w Opolu) – polski językoznawca; nauczyciel akademicki związany z Uniwersytetem Opolskim (do roku 1994 – Wyższą Szkołą Pedagogiczną w Opolu).

## Życiorys
Wojciech Chlebda urodził się 18 stycznia 1950 roku w Głuchołazach na Opolszczyźnie w rodzinie nauczycielskiej. Pierwsze lata życia spędził w Jarnołtówku, gdzie jego rodzice, przedwojenni nauczyciele Stanisław i Zofia, kierowali od 1945 do 1952 roku szkołą podstawową (nauczycielem był także jego brat Stanisław Jacek). W latach 1952–1961 mieszkał i uczył się w Głuchołazach, od roku 1961 zaś – w Opolu, gdzie w roku 1967 rozpoczął studia w Wyższej Szkole Pedagogicznej. W marcu 1968 uczestniczył na swojej uczelni w strajku studenckim. Studia na kierunku filologia rosyjska ukończył w roku 1972 i w tymże roku został przyjęty do pracy w Katedrze Języka Rosyjskiego opolskiej WSP. Stopień doktora nauk humanistycznych na podstawie rozprawy „Oksymoron jako językowy środek poznania i odzwierciedlania relacji pozajęzykowych” uzyskał w roku 1980, stopień doktora habilitowanego – na podstawie monografii „Elementy frazematyki. Wprowadzenie do frazeologii nadawcy” – w roku 1991. W 1998 uzyskał tytuł profesora nauk humanistycznych, pięć lat później decyzją Minister Edukacji Narodowej Krystyny Łybackiej otrzymał w macierzystej uczelni stanowisko profesora zwyczajnego. W Uniwersytecie Opolskim przez szereg lat do roku 2019 był dyrektorem Instytutu Slawistyki (wcześniej – Filologii Wschodniosłowiańskiej).
Od roku 2003 pełnił szereg istotnych funkcji w polskim i międzynarodowym życiu naukowym. Był członkiem Komisji Frazeologicznej i Komisji Etnolingwistycznej Międzynarodowego Komitetu Slawistów, członkiem Komitetu Językoznawstwa PAN (którego w latach 2015–2019 był przewodniczącym) i jego dwóch Sekcji: Frazeologicznej i Etnolingwistycznej; był też członkiem Prezydium Komitetu Słowianoznawstwa PAN. Przez dwie kadencje był członkiem Centralnej Komisji ds. Stopni i Tytułów. W roku 2016 został wybrany na członka korespondenta Polskiej Akademii Umiejętności, w roku 2019 – na członka Rady Języka Polskiego przy Prezydium PAN. Był wiceprzewodniczącym Rady Naukowej konwersatorium EUROJOS przy Instytucie Slawistyki PAN, członkiem rad i kolegiów redakcyjnych m.in. „Rocznika Slawistycznego”, „Slavii Orientalis”, „Etnolingwistyki”.
Od 1971 do 1981 był członkiem PZPR. Od września 1980 należał do NSZZ „Solidarność”, z której wystąpił w listopadzie roku 1995. Od 15 grudnia do 24 grudnia 1981 r. był internowany. Został odznaczony Medalem Komisji Edukacji Narodowej, a także Srebrnym (1999) i Złotym (2006) Krzyżem Zasługi.
Otrzymał podstawowe wykształcenie muzyczne. Jego hobby pozostawała muzyka klasyczna.
Profesor Wojciech Michał Chlebda zmarł 1 października 2022 roku w Opolu.

## Naukowy dorobek publikacyjny
Zainteresowania naukowe Wojciecha Chlebdy skupiały się głównie na zagadnieniach  związanych z teorią frazeologii, frazeografią (jednojęzyczną i przekładową), metaleksykografią, przekładoznawstwem, samoświadomością językową współczesnych użytkowników języka,  etnolingwistyką kulturową, badaniami tożsamości zbiorowych oraz pamięci i niepamięci wspólnotowych, teorią pograniczy mentalnych i kulturowych. W roku 2018 spis jego publikacji naukowych przekroczył 300 pozycji. Do jego najważniejszych prac należą:
- cztery monografie autorskie: Oksymoron. Z problemów językowego poznania rzeczywistości, Opole 1985; Elementy frazematyki. Wprowadzenie do frazeologii nadawcy, Opole 1991 (wydanie 2.: Łask 2003); Fatum i nadzieja. Szkice do obrazu samoświadomości językowej dzisiejszych Rosjan, Opole 1995; Szkice o skrzydlatych słowach. Interpretacje lingwistyczne, Opole 2005.
- autorskie studia i rozprawy, w tym m.in.: Słownik a „dwuoczne postrzeganie świata” (1993); W stronę frazeologii pragmatycznej (1997); Zarys polskiej geografii mentalnej (1997); Biblizmy języka polskiego i rosyjskiego. Koncepcje opisu leksykograficznego (1997); Stereotyp jako jedność języka, myślenia i działania (1998); Stereotypowe zaplecze tekstowych wskaźników znaczeń (1999); Płaszczyzny oglądu językowego obrazu świata w opisie semantycznym języka (2000); Frazeologia polska minionego wieku (2001); Polak przed mentalną mapą świata (2002); Frazeologia polska okresu „przemiany i przełomu” (2003); Frazeologia w międzyludzkiej przestrzeni komunikacyjnej (2004); Człowiek Niewiedzący w zoologu, albo Zwierzęta w polskim opisie słownikowym (2007); O tekstowych wykładnikach wartościowania (2007); Kiedy swój staje się obcym (2007); Tezy o niepamięci zbiorowej (2007); Leksykografia w aktach i procesach autoidentyfikacji narodowej (2008); Jak badać językowo-kulturowy obraz świata Słowian i ich sąsiadów? (2008, współaut. Jerzy Bartmiński); Europejskość w najnowszym polskim dyskursie politycznym (2008); W poszukiwaniu językowo-kulturowego obrazu świata Słowian (2010); O źródłach, celach i drogach postępowania etnolingwistycznego w badaniach porównawczych (2010); Szkice do językowego obrazu pamięci. Pamięć jako wartość (2011); Pamięć ujęzykowiona (2012); Czy polska etnolingwistyka może być zwornikiem nauk humanistycznych? (2012); Od tematycznego frazeologicznego słownika przekładowego do alfabetycznego słownika par przekładowych (2013); O nieprototypowych obiektach frazeografii (2014); O potrzebie mapowania polskiej pamięci / niepamięci zbiorowej (2014); Pogranicza i pograniczność w polskich perspektywach oglądu (2015); O pewnej możliwości porównawczych badań nad słownikami (2016); W stronę optymalizacji słownikowego objaśniania znaczeń (2016); Bocian a sprawa polska. Na tropach polskości w języku (2016); Czy polskość jest (słownikowo) definiowalna? (2017); Pamięć a język. Zarys relacji (2018); Europa w trzynastu obrazach (2018); Obrazy Europy w języku polskim i w tekstach polskich dyskursów publicznych (2018, współaut. Jerzy Bartmiński); Pytania o tożsamość etnolingwistyki (2018); Z katalogu zadań pamięcioznawczych (2019); Jak historia odkłada się w pamięci, jak pamięć odkłada się w języku (2019).
- współautorstwo i redakcja prac zbiorowych, w tym m.in.: Etnolingwistyka a leksykografia (2010), Pograniczność i pogranicza w perspektywie nauk społecznych i humanistycznych (współred. Ivana Dobrotová; 2015), Europa (tom 2. Leksykonu aksjologicznego Słowian i ich sąsiadów pod red. Jerzego Bartmińskiego; 2018); Na tropach reproduktów. W poszukiwaniu wielowyrazowych jednostek języka (2010), Na tropach translatów. W poszukiwaniu odpowiedników przekładowych (2011), Na tropach korpusów. W poszukiwaniu optymalnych zbiorów tekstów (2013); Rosyjsko-polski słownik skrzydlatych słów (2003), Podręczny idiomatykon polsko-rosyjski (2006–2019), Polsko-rosyjski słownik par przekładowych (2013).

Wykaz publikacji prof. Wojciecha Chlebdy z pełnymi danymi adresowymi znajduje się na stronie internetowej Bazy Wiedzy Uniwersytetu Opolskiego.

## Główne koncepcje lingwistyczne

### 1. Koncepcja frazematyki
Frazematyka (frazeologia nadawcy, frazeologia pragmatyczna) jest paradygmatem frazeologii teoretycznej, w którego centrum stoi człowiek jako istota nie tyle „mówiąca”, ile zwracająca się w określonym miejscu i czasie, z określonych przyczyn i w określonym celu (także z określonymi skutkami) do drugiego człowieka (grupy ludzi). Ów sytuacyjny układ (zob. Koncepcja ramy pragmatycznej) jest punktem odniesienia przy ocenianiu tworzących wypowiedź ciągów wyrazowych jako reprodukowanych bądź konfigurowanych ze swobodnie dobieranych wyrazów. Reprodukowalność ciągów wyrazowych ma charakter względny, tzn. jest stwierdzana względem danego miejsca, czasu, sytuacji, gatunku tekstu, wspólnoty ludzi itp. Ciągi reprodukowalne w powyższym sensie zostały nazwane frazemami (w późniejszej terminologii – reproduktami). Frazem z założenia jest jedynym pojęciem rodzajowym frazematyki i hiperonimem dla szeregu pojęć gatunkowych (frazeologizmu, idiomu, przysłowia, porzekadła, skrzydlatego słowa, terminu złożonego, sloganu, formuły etykietalnej etc.). Frazemy wypełniają przeważającą część zasobów języka i pełnią decydującą rolę w komunikacji międzyludzkiej (w tym zakresie koncepcja frazematyki zbliża się do koncepcji jednostek języka i produktów językowych Andrzeja Bogusławskiego oraz koncepcji frazemu Igora Mielčuka), a centralna kwestia frazematyki – pytanie o proporcję reprodukcji i produkcji, odtwórstwa i twórczości, uległości wobec zastanych wzorców i wolności w myśleniu, aktywności językowej i działaniach człowieka – sprawia, że frazematyka jest w swojej istocie paradygmatem frazeologii antropologicznej. W ostatnim czasie wyodrębnianie frazemów z tekstów jest wspomagane metodami półautomatycznymi i automatycznymi (komputerowymi). Wielkie formalne i semantyczne zróżnicowanie frazemów wymaga użycia specjalnego metajęzyka w ich opisie leksykograficznym (zob. Koncepcja idiomatykonu leksykograficznego).

### 2. Koncepcja geografii mentalnej
Koncepcja geografii mentalnej zakłada, że nad mapami kartograficznymi, które odwzorowują układy przestrzenne przy użyciu zobiektywizowanych metod i środków graficznych, nadbudowane są względnie od nich niezależne „mapy mentalne”, czyli sieci kulturowo nacechowanych (w istocie stereotypowych) wyobrażeń o wybranych przez daną wspólnotę obiektach przestrzeni i zamieszkujących w niej ludzi (grup ludzkich). Przykładami obiektów na polskiej mapie mentalnej są np. [Westerplatte], [Mława], [Targowica], [Rejtan], [Janosik], [Ukraińcy], [Żydzi] itd. Relacje między obiektami map mentalnych i ich aksjologiczne zabarwienie są historycznie zmienne, historycznie zmienna jest także umiejętność odczytywania danych map mentalnych. Obiekty map mentalnych powinny być charakteryzowane z wykorzystaniem rozbudowanych definicji o charakterze kognitywnym. Koncepcja map mentalnych jest szczególnie przydatna w procesie ustalania i opisywania zawartości (polskiej) pamięci / niepamięci zbiorowej (zob. Koncepcja ujęzykowienia pamięci / niepamięci).

### 3. Koncepcja ujęzykowienia pamięci / niepamięci
Relacja między pamięcią i językiem jest dwuwektorowa. Zgodnie z wektorem dośrodkowym język uczestniczy w samym powstawaniu i formowaniu się pamięci osobniczej, w segregacji i porządkowaniu dopływających do psychiki bodźców, wpływa kształtująco na samą treść pamięci i na stabilizację doznań w ramach pamięci; zgodnie z wektorem odśrodkowym treść (zawartość) pamięci uzewnętrznia się (materializuje) poprzez różnego rodzaju narracje, które formują (także deformują) obrazy pamiętanej przeszłości. W obu procesach mogą uczestniczyć środki znakowe innej niż językowa natury, dlatego pamięć jest nie tyle językowa, ile jedynie ujęzykowiona, niemniej język wydaje się grać w procesach zapamiętywania, porządkowania treści pamięci i jej relacjonowania decydującą rolę. Językowe eksponenty pamięci mogą być wyodrębniane z narracji, grupowane i opisywane zarówno same w sobie, jak i zwłaszcza w konstelacjach (sieciach), jakie tworzą. W tym zakresie koncepcja ujęzykowienia pamięci przecina się z koncepcją map mentalnych. Ujęzykowiona w podanym sensie jest także niepamięć, rozumiana jako przestrzeń faktów wypartych z pamięci bądź do niej niedopuszczonych. Także więc niepamięć ma swoje eksponenty językowe, które pozwalają na jej mapowanie.

### 4. Koncepcja samoświadomości językowej
Jeśli przez świadomość językową rozumieć zdolność człowieka do zdawania sobie sprawy ze stanu doświadczanej przezeń rzeczywistości językowej, proces jej postrzegania i internalizacji oraz rezultat tego procesu, koncepcja samoświadomości językowej wysuwa na plan pierwszy podmiotowość człowieka w komunikacji z innymi ludźmi. Samoświadomość językowa to zdolność człowieka do uświadamiania sobie samego siebie jako „ja-mówiącego”, proces uprzytomniania sobie podmiotowości swojego mówienia pojmowanego jako „zwracanie-się-do-kogoś” oraz będący rezultatem tej zdolności i tego procesu konstrukt mentalny o charakterze względnie stałym wchodzący w skład świadomości językowej, a poprzez nią – i świadomości człowieka w ogóle. Tworzenie się w człowieku samoświadomości językowej wymaga nie tylko jego kontrolowanej (analitycznej) interakcji komunikacyjnej z otoczeniem, ale też wewnętrznego rozszczepienia się człowieka na podmiot mówiący oraz przedmiot (obiekt) językowego autooglądu, czyli wytworzenia dystansu wobec własnych procesów wypowiadania się. Dynamika samoświadomości językowej kształtuje się między biegunami mówienia bezwiednego i refleksyjnego; mówienia bezosobowego (naśladowczego) i osobowo nacechowanego; między wykorzystywaniem tylko kodu danego (zastanego) a pozyskiwaniem i wykorzystywaniem kodów nowych. W tym zakresie koncepcja samoświadomości językowej łączy się z koncepcją postrzegania ogniw wypowiedzi ludzkich jako reprodukowanych (odtwórczych) bądź swobodnie konfigurowanych (twórczych; zob. Koncepcja frazematyki).

### 5. Koncepcja ramy pragmatycznej
Rama pragmatyczna (wywodząca się z koncepcji interakcji językowej Della Hymesa i nawiązująca do koncepcji Stanisława Grabiasa, Ewy Miczki, Jerzego Bartmińskiego) jest to schemat zawierający składowe dowolnego aktu komunikacji realizowanego w dowolnej materii semiotycznej. W jego centrum jest pewien podmiot ludzki zwracający się do innego podmiotu (zob. Koncepcja frazematyki), sam akt zaś (bądź proces) komunikacji modelowany jest przez dziewięć czynników: KTO, KIEDY, GDZIE, W JAKIM CELU, O CZYM, W JAKI SPOSÓB zwraca się DO KOGO, Z JAKICH PRZYCZYN, Z JAKIM SKUTKIEM. Rama określa zaplecze każdej wypowiedzi ludzkiej, przy czym przez „wypowiedź” rozumie się zarówno komunikat werbalny, jak też inne formy autoekspresji ludzkiej (np. słownik, powieść, pomnik, intencjonalnie ukształtowany krajobraz itp.). Dzięki temu rama pragmatyczna jest wspólnym mianownikiem wszelkich (także niehomogenicznych materialnie) wypowiedzi ludzkich, pozwalając je z sobą zestawiać, porównywać i opisywać w jednorodnych kategoriach (w pracach Chlebdy rama pragmatyczna była instrumentem m.in. weryfikowania treści i projektowania nowych definicji słownikowych, porównawczej analizy słowników, porównawczego opisu nośników pamięci, konfrontowania z sobą językowych obrazów wybranych wycinków rzeczywistości).

### 6. Koncepcja idiomatykonu leksykograficznego
Koncepcja idiomatykonu została stworzona w celu utrwalania i opisywania tysięcy (prawdopodobnie zaś milionów) odtwarzalnych wielowyrazowych jednostek języka (frazemów, reproduktów; zob. Koncepcja frazematyki) o silnym zróżnicowaniu formalnym, gatunkowym, funkcjonalnym, semantycznym. Wymagało to stworzenia takich kategorii opisu, które na kartach słownika zrównałyby w prawach reprodukty wielorako heterogeniczne: idiomy, przysłowia, skrzydlate słowa, utarte porównania, terminy złożone, formuły etykietalne, napisy miejskie, tytuły, toponimy i antroponimy złożone, złożone przydomki (geograficzne, muzyczne), wyrażenia funkcyjne, gotowe frazy różnych sfer dyskursu i szereg innych (nierzadko bez określonej przynależności gatunkowej). Ogromna i stale się powiększająca ilość takich wielowyrazowców odtwarzalnych, niemożliwa do ujęcia w jakimkolwiek zamkniętym słowniku, wymagała z kolei użycia tzw. systemu holenderskiego, w którym materiał językowy dzieli się na porcje (tu – tematyczne), z których każda ujmowana jest na nowo w porządku alfabetycznym od A do Z, a słownik może być wydawany w kontynuacji praktycznie w nieskończoność. Egzemplifikacją takiego typu słownika jest Podręczny idiomatykon polsko-rosyjski, którego 10 zeszytów (wydanych w latach 2006–2019) utrwaliło ok. 40 tysięcy reproduktów języka polskiego wraz z ich rosyjskimi ekwiwalentami przekładowymi. Ujęcie całego materiału Idiomatykonu w jednolitym porządku alfabetycznym (bez podziału na działy tematyczne) pozwoliło stworzyć Polsko-rosyjski słownik par przekładowych (2013) i sformułować reguły przekształcalności słowników.

### 7. Koncepcja leksykografii jako instrumentu autoidentyfikacji narodowej
Leksykografia jest swego rodzaju instytucją społeczną mogącą stymulować akty autoidentyfikacji narodowej, uczestniczyć w aktach i procesach autoidentyfikacji oraz sankcjonować rezultaty tych aktów i procesów. Teza ta wymaga uznania, że leksykografia jest wieloaspektowym zbiorem wypowiedzi słownikarskich, z których każda stanowi podmiotową interpretację rzeczywistości językowej, rzeczywistość ta zaś– wielopoziomowy język i jego system gramatyczny – jest z kolei swoistym autoportretem danej wspólnoty etnicznej, kumulując w sobie historyczne doświadczenie tej wspólnoty, jej system wartości, jej sposób kategoryzowania świata, w tym samej siebie względem wspólnot innych. Ten autoportret był i powinien być stale utrwalany w słownikach (wypowiedziach słownikarskich) poprzez konsekwentne i jednorodne definiowanie wszystkich tworzących język środków nazewniczych (bez ich wstępnego selekcjonowania i adekwatnie do ich realnej zawartości treściowej) i na ich podstawie może być rekonstruowany. Wymaga to przedsięwzięcia szeregu aktów samoświadomościowych  (zob. Koncepcja samoświadomości językowej), mogących skutkować koniecznością redefiniowania zastanych zasobów słownikowych. Rekonstrukcja autoportretu językowego zbiega się w zakresie celów i środków z koncepcją mapowania pamięci / niepamięci zbiorowej (zob. Koncepcja map mentalnych).